# Pimephales
Pimephales è un genere di pesci ossei d'acqua dolce appartenenti alla famiglia Cyprinidae.

## Distribuzione e habitat
Questi pesci sono endemiche delle acque dolci dell'America settentrionale, principalmente nella parte orientale e nei corsi d'acqua tributari dell'Oceano Atlantico e del Golfo del Messico. La specie P. promelas è stata introdotta anche in Europa dove si è naturalizzata.
Vivono in acque ferme o poco mosse di lanche, canali, stagni e laghi, evitando le acque turbolente dei torrenti e dei fiumi.

## Specie
Al genere appartengono 10 specie:
- Pimephales notatus
- Pimephales promelas
- Pimephales tenellus
- Pimephales vigilax[1]